# Haploscelis quadricollis
Haploscelis quadricollis là một loài bọ cánh cứng trong họ Endomychidae. Loài này được Fairmaire miêu tả khoa học năm 1898.